# فضيحة احتيال كرة القدم البلجيكية 2017–2019
التحقيق المعروف أيضا باسم عملية الصفر رسميا وعملية الأيدي النظيفة بشكل غير رسمي (بالهولندية: Operatie Propere Handen) يتم إجراؤه بواسطة قاضي التحقيق في ليمبورغ نيابة عن مكتب المدعي العام الفيدرالي البلجيكي. يتعلق التحقيق بالجريمة المنظمة وغسيل الأموال والفساد الخاص (الرشوة) في كرة القدم البلجيكية وفرق الدرجتين الأولى والثانية على وجه التحديد. بدأ التحقيق في أواخر عام 2017 وبرز على المستوى الوطني في 10 أكتوبر 2018 عندما تم إجراء 44 عملية تفتيش للمنازل في جميع أنحاء بلجيكا و 14 عملية بحث أخرى للمنازل على المستوى الدولي. تم القبض على 29 مشتبه في بلجيكا و 4 آخرين في الخارج. من بين 29 تم القبض عليهم في بلجيكا اتهم 20 بارتكاب جريمة واحدة أو أكثر. خلال الأسابيع التي أعقبت المداهمات تم اعتقال 3 مشتبه بهم آخرين ووجهت إليهم تهم جنائية.

## الخلفية
بعد فضيحة يي في عام 2005 أطلقت الشرطة الفيدرالية البلجيكية خلية الاحتيال الرياضي وهي إدارة تابعة للمكتب المركزي لقمع الفساد. تدار بشكل مشترك من قبل المدعي العام الاتحادي والمكتب المركزي لقمع الفساد وتتمثل المهمة الرئيسية للقسم في جمع وتأكيد المعلومات الاستخبارية المتعلقة بالاحتيال الرياضي والفساد والتلاعب بنتائج المباريات. إذا لزم الأمر يتم فتح تحقيق من قبل الشرطة الفيدرالية.
في أوائل عام 2017 تلقت خلية الاحتيال الرياضي تقرير من وحدة الاستخبارات المالية البلجيكية بشأن نشاط مشبوه من خلال عشرات الحسابات المصرفية في مكتب مصرفي في جينك. نظرا لأن هذه المعاملات مرتبطة بدوري الدرجة الأولى أطلقت خلية الاحتيال الرياضي تحقيقا. في أواخر عام 2017 تم تسليم تقرير التحقيق إلى الشرطة الفيدرالية والنائب العام الاتحادي.

## التحقيق
يتكون التحقيق بشكل عام من ثلاثة مكونات: جزءان يتعلقان بغسل الأموال والاحتيال والجزء الثالث يتعلق بالتلاعب بنتائج المباريات. كان وكيلا اللاعبين موجي بيات وديان فيليكوفيتش قد وضعوا بشكل مستقل عن بعضهما البعض مخطط لإخفاء العمولات من السلطات البلجيكية. تضمنت هذه المدفوعات عمولات على انتقالات اللاعبين وأجور اللاعب والمدير والمدفوعات الأخرى. أثناء التحقيق في هذه المخططات ظهرت مؤشرات على إمكانية التلاعب بنتائج المباريات. تتعلق التلاعب بنتائج المباريات بمباراتين على الأقل من مباريات الهبوط في موسم 2017-2018.
في 12 نوفمبر بعد إجراء اعتقالات رفيعة المستوى أزالت محكمة الاستئناف في أنتويرب قاضي التحقيق يوريس راسكين من التحقيق. طلب التنحي هانز ريدر محامي الحكم بارت فيرتنتين. جادل ريدر بأن راسكين لا يمكن أن يكون محايد ومستقل لأنه كان جزء من لجنة التراخيص التابعة للاتحاد الملكي البلجيكي لكرة القدم حتى مارس 2018 بعد أشهر من بدء التحقيق. على الرغم من عدم موافقة راسكين نفسه والنائب العام إلا أن محكمة الاستئناف وجدت طلب ريدر مقنع. بعد صدور حكم المحكمة طالب ريدر بالإفراج الفوري عن موكله فيرتنتين. في الواقع بعد 4 أيام من أمر المحكمة بالتنحي تم الإفراج عن فيرتنتين بشروط واستأنف وظيفته الرئيسية كأخصائي أشعة في مستشفى بروكسل الجامعي.
في 20 نوفمبر وقع ديان فيليكوفيتش الذي ينظر إليه على نطاق واسع على أنه مشتبه به رئيسي في التحقيق على اتفاق مع الادعاء. كجزء من صفقة الإقرار بالذنب سيقضي فيليكوفيتش عقوبة بالسجن 5 سنوات مع وقف التنفيذ ودفع غرامة (مع وقف التنفيذ) قدرها 80 ألف يورو. بالإضافة إلى ذلك سيتم الاستيلاء على جميع الأصول المكتسبة بشكل غير قانوني من قبل الحكومة. على الرغم من استخدام صفقات الإقرار بالذنب غير الرسمية من قبل كان فيليكوفيتش أول من وقع صفقة حيث يتم تخفيض العقوبة المحددة من قبل المدعين العامين. تم وضع قانون يسمح بهذه الاتفاقات الرسمية قبل أشهر فقط من الاعتقالات في أغسطس 2018 مما يعني أن فيليكوفيتش هو أول خبير رسمي في تاريخ بلجيكا. وفقا للقانون يشتبه في أن الشخص الخائن قادر على تقديم «معلومات جوهرية وكاشفة وصادقة وكاملة» حول الجرائم الخطيرة على سبيل المثال الجريمة المنظمة أو الإرهاب. في مقابل هذه المعلومات يمكن أن يحصل على حكم أكثر تساهلا. بعد الصفقة تم الإفراج عن فيليكوفيتش بشروط صارمة.
بعد ثلاثة أشهر من صفقة التماس فيليكوفيتش في 19 و 20 فبراير استجوب المحققون 16 شخص آخرين. كما تم تفتيش 3 مباني. وكان من بين الذين تم استجوابهم بيتر مايس المتهم بالفعل في التحقيق وروجر لامبرخت رئيس نادي لوكيرين وإروين ليمينز وهربرت هوبين الرئيس السابق لنادي جينك وباتريك يانسون الرئيس التنفيذي السابق لنادي جينك.
من 25 يونيو حتى 28 يونيو تم استجواب أشخاص إضافيين بمن فيهم جورج ليكنز وفرانسوا دي كيرسميكر وإيفان ليكو وهيرمان فان هولسبيك وستيفن مارتنز وواجهوهم بتصريحات ديان فيلكوفيتش.
في يناير 2021 اكتمل التحقيق بناء على تصريحات فيليكوفيتش مما أدى إلى طلب مكتب المدعي العام الاتحادي إحالة 57 من أصل 73 من المشتبه بهم إلى المحكمة بتهم مختلفة تتراوح بين غسيل الأموال والاحتيال المالي والترتيبات الوهمية للتأثير على قرارات لجنة المنازعات للتثبيت الكامل للمباراة. يشير التحقيق إلى أوروس يانكوفيتش الشريك التجاري لفيليكوفيتش كشخص رائد في وضع نظام للرسوم والمدفوعات المخفية تجاه اللاعبين والمدربين ووكلاء اللاعبين وأعضاء مجلس إدارة النادي. من بين القائمة النهائية للمشتبه بهم بعض الأسماء المعروفة بما في ذلك الحكام بارت فيرتنتين وسيباستيان ديلفريير والوكيل موجي بيات والمدربون بيتر مايس وإيفان ليكو وجلين دي بويك ويانيك فيريرا. يشارك العديد من مدربي الأندية بما في ذلك تييري ستيمانز (ميكلين) وهيرمان فان هولزبيك (أندرلخت) وفينسينت مانيرت (كلوب بروج) وميشيل لواجي (جنت) وباتريك يانسنس (جينك) وبرونو فينانزي (ستاندار لييج) وروجر لامبريشت (لوكرين) وبارت فيرهاغي (كلوب بروج). كما تم استدعاء رئيس الاتحاد البلجيكي السابق فرانسوا دي كيرسميكر والأمين العام السابق ستيفن مارتينز. تشير التقديرات إلى أن 16 نادي من أصل 26 على أعلى مستويين من كرة القدم البلجيكية يشاركون بطريقة ما وأبرزهم ميتشيلين وأندرلخت وتشارلروا وستاندارد وكورتريك وليوفين وبيفيرين ولوكيرين وجينك وكلوب بروج وجينت. إلى جانب هذه القائمة التي تضم 57 من المشتبه بهم الذين تتم مقاضاتهم فإن وحدة «التفتيش الضريبي الخاص» (بالهولندية: Bijzondere Belastinginspectie) التابعة لمالية الخدمة العامة الفيدرالية لديها أيضا قائمة تضم أكثر من 200 اسم (أفراد ومنظمات مثل أندية كرة القدم) يتم تدقيقها بشكل خاص بسبب الاشتباه في وجود احتيال مالي أو تهرب ضريبي أو غسل أموال. على الرغم من عدم الإفراج عن هذه القائمة إلا أنه من المعروف أن هناك تداخل كبير بين 57 اسم قيد المحاكمة وأكثر من 200 اسم قيد المراجعة.

## عمليات البحث 10 أكتوبر 2018
في 10 أكتوبر 2018 فتشت الشرطة الفيدرالية 44 مبنى في جميع أنحاء بلجيكا وركزت في الغالب على مقرات أندية كرة القدم ومساكن المشتبه بهم. تم البحث في مقرات أندية أندرلخت وكلوب بروج وجينك وكورتريك وميتشيلين وأوستينده ولوكيرين وغينت وستاندارد لييج. خلال عمليات التفتيش هذه تمت مصادرة المستندات والعقود الخاصة بوكلاء اللاعبين موجي بيات وديليان فيلكوفيتش. كما تم ضبط 3 ساعات فاخرة. في الوقت نفسه تم تفتيش مساكن أعضاء مجلس إدارة النادي ووكلاء اللاعبين والحكام ومحام سابق وصحفيين ومدرب. ووقعت مداهمات أخرى في مكتب محاسبة ومتجرين للمجوهرات. خلال هذه المداهمات تمت مصادرة صناديق ساعات فاخرة فارغة بقيمة 8 ملايين يورو ومجوهرات وساعات فاخرة وأموال. نتيجة لعمليات التفتيش هذه تم اعتقال 28 شخص معظمهم في وقت مبكر جدا من الصباح.

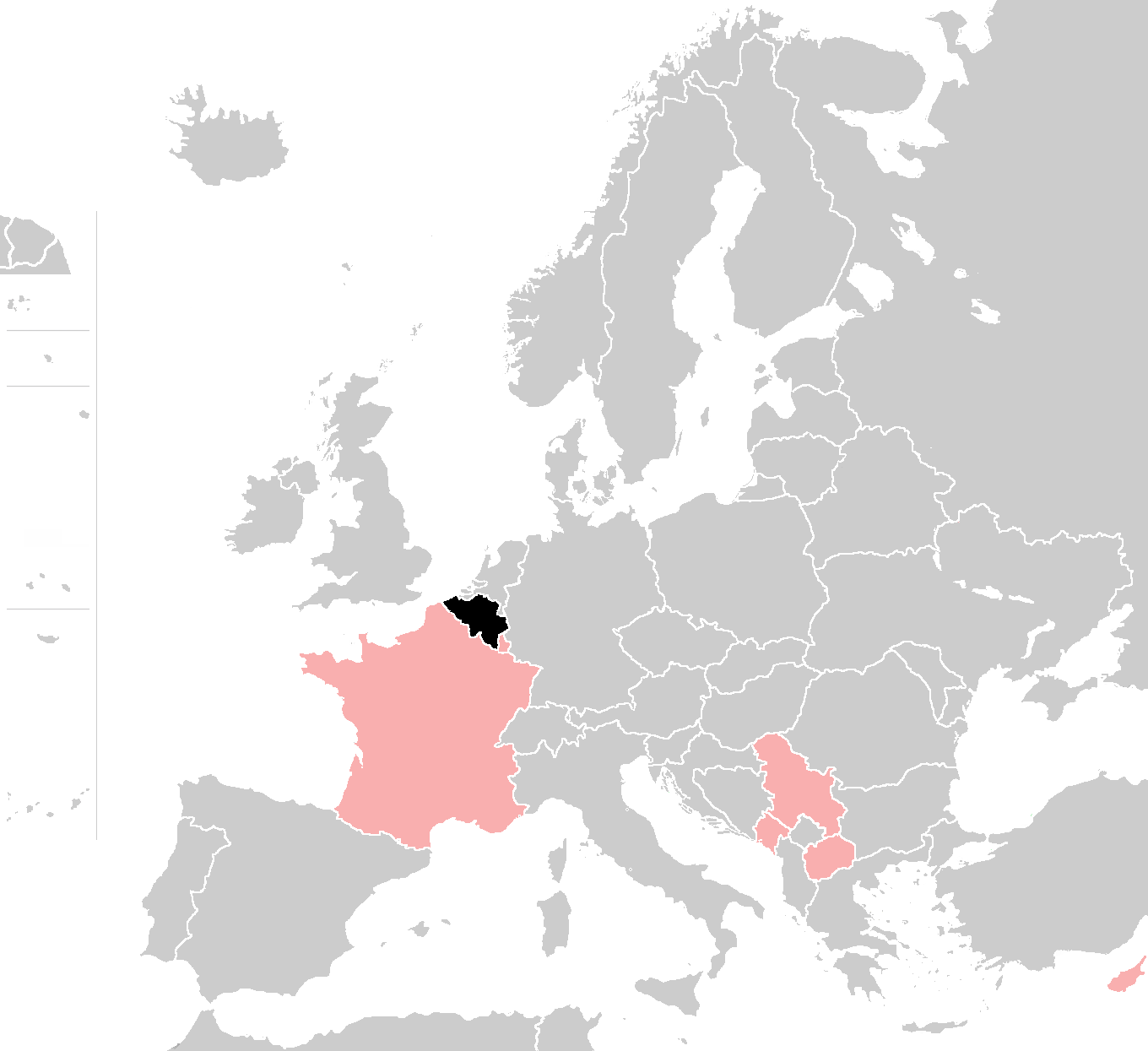
البلدان التي أجريت فيها عمليات البحث.

دوليا تم البحث في 14 موقع في 6 دول أخرى: فرنسا ولوكسمبورغ وقبرص والجبل الأسود وصربيا ومقدونيا. خلال عمليات البحث هذه التي نسقتها يوروجست تمت مصادرة المستندات والأصول الموجودة في الحسابات المصرفية والخزائن التي تبلغ قيمتها الإجمالية 3.6 مليون يورو. لم يتم إلقاء القبض على أحد أثناء عمليات التفتيش في البنوك وشركة في لوكسمبورغ. في قبرص قُبض على رجل يبلغ من العمر 52 عام بناء على مذكرة توقيف أوروبية مع استمرار إجراءات تسليم المجرمين. شارك أكثر من 15 ضابط شرطة قبرصي ومحققان بلجيكيان في عمليات تفتيش لأربعة عقارات في نيقوسيا وفاماغوستا حيث تمت مصادرة أربعة أجهزة كمبيوتر وجهازي كمبيوتر محمول وجهازي آي باد ووثائق. تم تفتيش ستة مواقع في مدينتي بلغراد ونيش في صربيا مما أدى إلى مصادرة ما يصل إلى 800 ألف يورو يُزعم أن مصدرها الجريمة المنظمة في بلجيكا. كما تم القبض على أوروس يانكوفيتش الشريك التجاري لديان فيليكوفيتش الأربعاء في بلغراد وأمر بتسليمه. تم اعتقال 4 أشخاص خلال عمليات التفتيش الدولية هذه وإصدار مذكرتي توقيف أوروبيتين.
في المجموع شارك 184 ضابط شرطة بلجيكي و 36 أجنبي في عمليات البحث في بلجيكا وخارجها.
نظرا لحجم التحقيق ونطاقه فضلا عن عدد المشتبه بهم الذين تم اعتقالهم بعد عمليات التفتيش كان ما يصل إلى 3 قضاة تحقيق يعملون بشكل متزامن لمعالجة المعتقلين. إن تعيين قضاة تحقيق متعددين في تحقيق واحد أمر غير معتاد في بلجيكا باستثناء قضايا الإرهاب.

## الاتهامات
طوال فترة التحقيق اتهم 23 شخص بجريمة واحدة أو عدة جرائم. تم الإفراج عن 17 منهم بشروط و 6 دون شروط. ومن بين المتهمين وكلاء اللاعبين والحكام ومدربو الأندية وأعضاء مجلس الإدارة والصحفيون واللاعبون والمدربون.
| المتهم                                                   | الاتهامات                                           | الوضع               |
| -------------------------------------------------------- | --------------------------------------------------- | ------------------- |
| موجي بايات، وكيل لاعبين                                  | الجريمة المنظمة، غسل الأموال                        | أطلق سراحه بشروط    |
| ماريا بوغوييفسكا، زوجة ديان فيليكوفيتش                   | الجريمة المنظمة، غسل الأموال                        | أطلق سراحه بشروط    |
| فابيان كاموس، لاعب ميتشيلين السابق                       | الجريمة المنظمة، غسل الأموال                        | أطلق سراحه بشروط    |
| فرانك ديكيزر، صحفي في جريدة آخر الأخبار                  | الجريمة المنظمة، الفساد الخاص (الرشوة)              | أطلق سراحه دون شروط |
| سيباستيان ديلفيرييه، حكم                                 | الجريمة المنظمة، غسل الأموال، الفساد الخاص (الرشوة) | أطلق سراحه بشروط    |
| لوران دينيس، محامي موجي بيات                             | الجريمة المنظمة، غسل الأموال                        | أطلق سراحه بشروط    |
| ديرك هويك، رئيس مجلس إدارة نادي فاسلاند بيفيرين          | الجريمة المنظمة، الفساد الخاص (الرشوة)              | أطلق سراحه بشروط    |
| ستين يوريس، صحفي في آخر الأخبار                          | الجريمة المنظمة، الفساد الخاص (الرشوة)              | أطلق سراحه دون شروط |
| إيفان ليكو، مدرب كلوب بروج                               | غسل الأموال                                         | أطلق سراحه دون شروط |
| بيتر مايس، مدرب لوكيرين السابق                           | الجريمة المنظمة، غسل الأموال                        | أطلق سراحه بشروط    |
| إيفرت ميشالك، وكيل لاعبين                                | الفساد الخاص (الرشوة)                               | أطلق سراحه دون شروط |
| كريم مجاتي، وكيل لاعبين                                  | غسل الأموال                                         | أطلق سراحه بشروط    |
| والتر مورتلمانز، وكيل لاعبين                             | الجريمة المنظمة، الفساد الخاص (الرشوة)              | أطلق سراحه بشروط    |
| أوليفير ميني، لاعب فريق لوفين، سابقا فاسلاند بيفيرين     | الجريمة المنظمة، الفساد الخاص (الرشوة)              | أطلق سراحه دون شروط |
| دراجان سيليانوسكي، وكيل لاعبين                           | غسل الأموال                                         | أطلق سراحه بشروط    |
| أوليفر سومرز، مساهم في ميتشيلين                          | الجريمة المنظمة، غسل الأموال، الفساد الخاص (الرشوة) | أطلق سراحه بشروط    |
| تييري ستيمانز، المدير المالي لنادي ميتشيلين              | الجريمة المنظمة، غسل الأموال، الفساد الخاص (الرشوة) | أطلق سراحه بشروط    |
| أوليفييه سولفز، المدير المالي لنادي فاسلاند بيفيرين      | الجريمة المنظمة، الفساد الخاص (الرشوة)              | أطلق سراحه بشروط    |
| توماس تروش، وكيل لاعبين                                  | الجريمة المنظمة، الفساد الخاص (الرشوة)              | أطلق سراحه بشروط    |
| ديفيد فان دين بروك، صحفي في جريدة الجريدة وأنتويرب جازيت | الجريمة المنظمة، الفساد الخاص (الرشوة)              | أطلق سراحه دون شروط |
| ستيفان فانروي، المدير الرياضي لنادي ميتشيلين             | الجريمة المنظمة، غسل الأموال، الفساد الخاص (الرشوة) | أطلق سراحه بشروط    |
| ديان فيليكوفيتش، وكيل لاعبين                             | الجريمة المنظمة، غسل الأموال، الفساد الخاص (الرشوة) | أطلق سراحه بشروط    |
| بارت فيرتنتين، حكم                                       | الجريمة المنظمة، الفساد الخاص (الرشوة)              | أطلق سراحه بشروط    |

## تحقيق الاتحاد الملكي البلجيكي لكرة القدم
في 23 أبريل 2019 أكملت لجنة التحقيق التابعة للاتحاد الملكي البلجيكي لكرة القدم تحقيقها في إمكانية التلاعب بنتائج المباريات خلال مباراتي ميتشيلين ضد فاسلاند بيفيرين (2-0) ويوبين ضد موسكرون (4-0) وكلاهما في الجولة الأخيرة من دوري الدرجة الأولى البلجيكي 2017-18 وتم استدعاء ميتشيلين وفاسلاند بيفيرين بالإضافة إلى 13 شخص أمام لجنة استئناف المنازعات. في 30 أبريل 2019 بدأت جلسات الاستماع العلنية أمام اللجنة. بينما كانت الجلسات جارية طلب نادي ميتشيلين من محكمة الأعمال في بروكسل تعليق الإجراءات حتى اكتمال التحقيق الجنائي وتم رفض هذا الطلب. بعد شهر من جلسات الاستماع تم الإعلان عن الحكم في 1 يونيو 2019 والذي قضى بتهمة التلاعب بنتائج المباريات وإجباره على النزول إلى دوري الدرجة الثانية البلجيكي وبدء الموسم المقبل بخصم 12 نقطة. تم تبرئة نادي فاسلاند بيفيرين من التهم. استأنف نادي ميتشيلين الحكم أمام محكمة التحكيم البلجيكية للرياضة التي قضت في 17 يوليو 2019 بأن نادي ميتشيلين كان مذنب بالفعل بالتلاعب في نتائج المباريات ولكن لا يمكن معاقبتهم بالهبوط إلى الدرجة الثانية البلجيكية لأن التلاعب بنتائج المباريات خلال الموسم السابق. ومع ذلك جُرد نادي ميتشيلين من حقه في اللعب في الدوري الأوروبي ولم يُسمح له بالمشاركة في كأس بلجيكا 2019-20. الحكم النهائي كما يلي:
| المتهم (الدور)                                       | العقوبة                                                                                                   |
| ---------------------------------------------------- | --- |
| ميتشيلين (النادي المتهم)                             | أدين بالتلاعب بنتائج مباريات: موسم واحد بدون كرة قدم أوروبية وموسم بدون اللعب في كأس بلجيكا.              |
| فاسلاند بيفيرين (النادي المتهم)                      | براءة. |
| والتر كليبيلير (عضو مجلس إدارة نادي فاسلاند بيفيرين) | براءة. |
| ديرك هويك (رئيس نادي فاسلاند بيفيرين)                | أدين بتهمة عدم الإبلاغ عن التلاعب بنتائج المباريات: التوقيف لمدة عام (مع وقف التنفيذ).                    |
| إيفرت ميشالك (وكيل لاعبين)                           | براءة. |
| والتر مورتلمانز (وكيل لاعبين)                        | أدين بالتلاعب بنتائج المباريات: الإيقاف لمدة 3 سنوات من كونه وكيل لاعبين (منها سنتان مع وقف التنفيذ).     |
| أوليفير ميني (لاعب سابق في فريق فاسلاند بيفيرين)     | براءة |
| أوليفر سومرز (مساهم في نادي ميتشيلين)                | أدين التلاعب بنتائج مباريات: الإيقاف لمدة 10 سنوات.                                                       |
| تييري شتايمان (المدير المالي لنادي ميتشيلين)         | أدين التلاعب بنتائج مباريات: الإيقاف لمدة 10 سنوات.                                                       |
| أوليفييه سولفز (المدير المالي لنادي فاسلاند بيفيرين) | أدين بعدم الإبلاغ عن التلاعب بنتائج مباريات: الإيقاف لمدة عام.                                            |
| يوهان تيمرمانز (الرئيس السابق لنادي ميتشيلين)        | أدين التلاعب بنتائج مباريات: إيقاف لمدة 10 سنوات.                                                         |
| توماس تروتش، (وكيل لاعبين)                           | أدين بالتلاعب بنتائج المباريات: الإيقاف لمدة 3 سنوات من كونه وكيل لاعبين (منها سنة واحدة مع وقف التنفيذ). |
| جوزيف فان ريموورتيل (نائب رئيس نادي فاسلاند بيفيرين) | براءة. |
| ستيفان فانروي (المدير الرياضي لنادي ميتشيلين)        | أدين التلاعب بنتائج مباريات: إيقاف لمدة 7 سنوات.                                                          |
| ديان فيليكوفيتش (وكيل لاعبين)                        | أدين بالتلاعب بنتائج المباريات: الإيقاف لمدة 10 سنوات من كونه وكيل لاعبين                                 |

## الأطراف المدنية
في القانون الجنائي البلجيكي الطرف المدني هو شخص أو كيان يدعي أنه قد تضرر من جريمة ويتم منحه تعويضات بعد الإجراءات.
اعتبارا من نوفمبر 2018 ادعت 4 كيانات أنها طرف مدني في التحقيق: الاتحاد الملكي البلجيكي لكرة القدم ودوري المحترفين واتحاد جميع فرق كرة القدم المحترفة البلجيكية ونادي بيرتشوت.

## ردود فعل
في 11 أكتوبر 2018 أعلن اتحاد المحترفين عن تأجيل اليوم العاشر للمباراة في دوري الدرجة الثانية والمقرر عقده في 13 أكتوبر و 14 أكتوبر.
أعلن يوهان فيربيست منسق التحكيم في الاتحاد الملكي البلجيكي لكرة القدم في 11 أكتوبر أنه تم إيقاف بارت فيرتنتين وسيباستيان ديلفيريير بعد التحقيق حيث يهدف اتحاد كرة القدم البلجيكي إلى جعل هذا الإيقاف دائم. كان من المفترض أن يدير دلفيريير مباراة في دوري الأمم الأوروبية يوم 13 أكتوبر ولكن سرعان ما تم استبداله من قبل الاتحاد الأوروبي لكرة القدم بناء على طلب من فيربيست.
أعلن العديد من السياسيين بمن فيهم نائب رئيس الوزراء كريس بيترز ووزير المالية يوهان فان أوفرتفيلدت ووزير الرياضة الفلمنكي فيليب ميترز ووزيرة الشؤون الاجتماعية ماغي دي بلوك عزمهم إعادة تقييم المزايا المالية التي يحصل عليها اللاعبون المحترفون بعد أنباء الفضيحة. منذ عام 1978 يتم فرض ضرائب على اللاعبين الرياضيين المحترفين بمعدل ضمان اجتماعي مخفض المصمم لتعزيز نوع التوظيف في ذلك الوقت.
في 17 أكتوبر 2018 أعلنت رابطة المحترفين أنها ستشكل لجنة تتألف من ثلاثة خبراء مستقلين مهمتها اقتراح إصلاحات على مجلس الإدارة. ستتألف هذه اللجنة من الفقيه الشهير ميلشيور واثيليت ووتر لامبرخت وبيير فرانسوا الرئيس التنفيذي لرابطة المحترفين.
في 19 أكتوبر بعد أسبوع من توجيه الاتهام إلى صحفيين رياضيين يعملان لصالح جريدة آخر الأخبار أعلنت الصحيفة أن كبير صحفييها الرياضي سيأخذ إجازة لتحليل ما إذا كان قد تم انتهاك أي قاعدة أخلاقية. على الرغم من عدم توجيه أي تهم للصحفي إلا أنه تعرض للتمحيص بسبب صلاته الوثيقة بأحد وكلاء اللاعبين المعنيين.
خلال مقابلة على البرنامج الإذاعي الصباح دعا منسق خلية الاحتيال الرياضي إريك بيسكوب إلى وضع لوائح لوكلاء اللاعبين بالتنسيق مع التوجيهات الأوروبية والقوانين الفيدرالية والإقليمية بالإضافة إلى التعاون مع الاتحاد الملكي البلجيكي لكرة القدم والاتحاد الأوروبي لكرة القدم والاتحاد الدولي لكرة القدم.
في 6 نوفمبر بعد شهر تقريبا من اندلاع أنباء المداهمات أدلى مارك كوك وبيير فرانسوا رئيس مجلس الإدارة والمدير التنفيذي لرابطة المحترفين على التوالي بشهادتهما أمام مجلس النواب. خلال جلسة عقدتها لجنة المالية والميزانية ودافع كوك عن «المأوى الضريبي» للاعبين الرياضيين المحترفين. أعلن السياسيون من جميع الأحزاب الفلمنكية الرئيسية عن نيتهم مراجعة هذه التخفيضات لكن كوك قلل من ذلك قائلا إن صناعة كرة القدم المحترفة البلجيكية لا يمكنها تحمل خسارة هذا المعدل المناسب وستحتاج إلى نوع مختلف من الدعم.